# Gardenia boninensis
Gardenia boninensis är en måreväxtart som först beskrevs av Takenoshin Nakai, och fick sitt nu gällande namn av Takasi Tuyama och Takasi Takashi Yamazaki. Gardenia boninensis ingår i släktet Gardenia och familjen måreväxter. Inga underarter finns listade i Catalogue of Life.